# エピタフ (曲)
「エピタフ」（英語: Epitaph）は、1969年に発表されたキング・クリムゾンの楽曲。デビュー・アルバム『クリムゾン・キングの宮殿』（1969年）に収録され、彼等の初期の代表曲に一つに挙げられる。

## 解説
歌詞の幻想的な世界観、叙情的なメロディで人気が高い。
『クリムゾン・キングの宮殿』が発表された時はシングルカットされなかったが、1976年に発表された編集アルバム『新世代への啓示』に収録された時にシングルが発売された。

## パーソネル
- ロバート・フリップ - ギター
- グレッグ・レイク - ベース、ボーカル
- イアン・マクドナルド - ハープシコード、メロトロン、リード、木管楽器
- マイケル・ジャイルズ - ドラムス、パーカッション
- ピート・シンフィールド - 作詞

## ライヴ演奏
- 1969年のステージでは頻繁に演奏された。CD『エピタフ -1969年の追憶-』（1997年）、"Live at the Marquee（1998年）、"King Crimson Live in Hyde Park"（2002年）に収録。

## カヴァー
- エマーソン・レイク・アンド・パーマー （ELP）- 原曲を歌ったグレッグ・レイクは、キング・クリムゾン脱退後に結成したELPのコンサートで組曲「タルカス」の「戦場」の最後に"Confusion will be my epitaph"（「我が墓碑銘は『混乱』」）から始まる数小節をほぼ無伴奏で歌唱した。ライヴ・アルバム「レディース・アンド・ジェントルメン」（1974年）に収録されている。
- ザ・ピーナッツ、フォーリーブス、西城秀樹など[2]。

## その他
パンクレーベル「エピタフ・レコード」は本曲の題名から名付けられた。